# Sainte-Christie
 Sainte-Christie  (en occitano Senta Crestía) es una población y comuna francesa, ubicada en la región de Mediodía-Pirineos, departamento de Gers, en el distrito de Auch y cantón de Auch-Nord-Ouest.

## Demografía
| 393 | 356 | 345 | 325 | 389 | 418 |
| Para los censos de 1962 a 1999 la población legal corresponde a la población sin duplicidades (Fuente: INSEE [Consultar]) |     |     |     |     |     |